# おとぎばなし (お笑いコンビ)
おとぎばなしは、かつてプロダクション人力舎で活動していた日本の男女お笑いコンビ。2024年2月15日解散。

## メンバー
（）
- 花里 茂晴（はなざと しげはる、1989年4月26日（35歳） - ）
愛称は「花ちゃん」。
長野県佐久市出身[4]、立正大学経済学部卒業。身長156cm、足のサイズ25.5cm、血液型B型。
趣味は漫画を読むこと、裁縫（ネクタイ、巾着）。自作のネクタイをしている。
特技は競歩（高校時代県大会8位入賞）、長く歩くこと。
討論番組が好き[2]。
低い身長を伸ばそうと、学校の鉄棒や家の柱にぶら下がることを日課にしていた時期がある[5]。

- 吉田 治加（よしだ はるか、1989年1月27日（36歳） - ）
愛称は「よっちゃん」[6]。
岐阜県出身[2]、岐阜県立恵那高等学校卒業。身長152cm、足のサイズ23cm、血液型A型。
趣味はイラストを描くこと（似顔絵など）、恋愛シミュレーションゲームをすること（携帯アプリ）、恋愛コラムを読むこと、漫画を読むこと（週刊少年ジャンプ、少年ジャンプ+）。
特技は占い（勉強中）「四柱推命、タロット、おとぎ占い（オリジナル）」、卓球、バドミントン、お茶・茶道（和菓子屋に勤務の経験があるため知識がある）、オカリナ。
高校卒業後は地元の和菓子店に就職するも職場の人間関係が上手くいかず、笑うことといえばお笑い番組を観ていたぐらいしかなく、「お笑い界に入ったら絶対毎日が楽しいんだろうな」と思ったのがきっかけで退職、芸人を目指すことになる[7]。
上京後は自分が苦手なことをやろうと決め、合コンや街コンなど出会いの場へ積極的に通っていた[5]。いつか彼氏が出来た時のため、インターネットの恋愛コラムなどをチェックして恋愛シミュレーションを重ね、日々女子力を磨いているという[5]。
2020年3月下旬頃から、杵渕はな（元はなしょー）とルームシェアしている[8]。2023年1月から、このルームシェアする同士の二人でのstand.fm『きみどりラジオ』を配信している[9]。

## 略歴・芸風
2人とも2012年、スクールJCAに21期生として入学。最初は別々のクラスで吉田は最初に女子同士でコンビを組んだが同年9月中に解散し、その後男子2人とのトリオを組むもすぐに解散。花里も「尖っていた」という相方とコンビを組んでいたが「疲れた」ので解散。その後吉田が花里のクラスに移り、試しに組んだところ手応えを掴んだということでコンビを組み、このコンビでJCAを卒業してプロダクション人力舎所属となった。
主に漫才。お互いに現在に至るまで異性との交際経験が無いことを公言しており、つかみの自己紹介とする。恋愛への憧れ、妄想たっぷりの恋愛をネタにしたものなどを披露している。インターネットなどに掲載されている恋愛コラムから題材を見付けて、ネタを作成しているとのこと。
2019年2月25日、おとぎばなし・ブラットピーク・合わせみその3組4名によるスリーマンライブ『偽装結婚』（東京・新宿シアター・ミラクル）を開催。2021年には、キングオブコントで初となる準々決勝へと進出。
2024年2月15日、プロダクション人力舎の公式ホームページにて解散を発表。コンビとしての今後の活動は無く、花里・吉田共に所属事務所を退所し芸人を引退する事が発表された。

## 合わせみそ（吉田が参加するユニット）
2017年に結成された女性お笑いユニット。2019年6月18日解散。2020年に再結成し、2022年1月に活動休止した。

### メンバー
- ヨッチャン（1989年1月27日（36歳）- ）
本名、吉田 治加（よしだ はるか）。
岐阜県出身[2]、岐阜県立恵那高等学校卒業。
旧芸名、赤みそはるか（あかみそ はるか）[15]。2021年から現在の活動名義となった[16]。
スクールJCA21期生。同期生である花里茂晴とコンビ「おとぎばなし」としても活動中。

- モンキー・DH・カワタ（もんきー でぃーえいち かわた、1993年10月25日（31歳）- ）
本名、河田 祥子（かわた しょうこ）。
沖縄県八重瀬町出身。身長165cm、足のサイズ24.5cm、血液型A型。
趣味はB級映画鑑賞、海外ドラマ鑑賞、献血、ご飯を食べさせてもらうこと。
特技はソフトボール（4番DH）。
旧芸名、白みそしょうこ（しろみそ しょうこ）[15]。2021年から現在の活動名義となった[16]。
スクールJCA22期生で、かつては同期である土屋とコンビ「ブラットピーク」として活動していた[17]。ブラットピーク時代の2019年1月28日、『ビートたけし杯 漫才日本一（お笑い日本一）』にて本選出場[18]。
コンビ解散後は、人力舎を退社してOLに転身。合わせみその再結成後もOLとの兼業での活動となっている。
2022年は、M-1グランプリにホビー（ハンクス）とのユニット「ハママーチ」や、ざわおオンザマイク（元アントワネット）とのユニット「カワタとざわお」として出場。後者のユニットは同年に2回戦まで進出、翌2023年には3回戦進出と成績を伸ばした[19][20]。
3ヶ月で76.0kgから58.4kgまで17.6kg減量したことで、2023年3月15日に行われた『第30回たかの友梨エステティックシンデレラ大会2023』の最終選考会に出場、ファイナルステージまで進出する[21][22]。

### 略歴
吉田は女芸人No.1決定戦 THE W出場のために、同じ事務所の所属だったブラットピークの河田祥子と即席コンビを結成。2017年の第1回では「エクスペンダブルズ」というコンビ名で出場したが1回戦で敗退。翌年2018年にコンビ名を「合わせみそ」に変え、同年度のTHE Wでは決勝戦進出を決めた。このTHE W決勝戦出場以後も、合わせみそとしての活動も一部で併せて続けていた。
2019年6月18日、白みそしょうこ（河田）の引退によりブラットピークと共に「合わせみそ」は解散。赤みそはるか（吉田）は以降もおとぎばなしとして活動を継続している。
2020年7月、OLに転身していた河田と再びTHE Wに出場するため合わせみそを再結成。この年は「THE Wの予選に勝ち残っている間まで」といった形での活動だった。結果として2年振りの準決勝進出を果たすもそこで敗退し、同年10月28日開催のライブ『テッペンハニー』を以って同年の合わせみその活動を終了。
2021年には早くも次のTHE W出場へ向け、同年2月から合わせみそとしての活動を再開。昨年に続きTHE Wで準決勝進出を果たす。また、この年から吉田は「ヨッチャン」、河田は「モンキー・DH・カワタ」とそれぞれ名義を変更した。
2022年1月より活動を休止。同月22日開催のライブ『ジョシ全開』が合わせみそとしての最後の活動となる予定であったが、カワタが新型コロナウイルス濃厚接触者となり出演がキャンセルとなってしまい、以降も合わせみそとしてTHE Wなどの賞レースには出場せず個々での活動に専念していたが、上記の通り2024年2月のおとぎばなしの解散と共に吉田が引退している。一方、河田のコンビ「カワタとざわお」も2024年1月3日開催のライブ『あけおめでたいライブ2024』（新宿バッシュ!!）を最後にコンビを解消している。

## 賞レース戦績

### おとぎばなし

#### M-1グランプリ
- 2015年 2回戦進出
- 2016年 3回戦進出
- 2017年 3回戦進出
- 2018年 3回戦進出
- 2019年 3回戦進出
- 2020年 2回戦進出
- 2021年 3回戦進出
- 2022年 3回戦進出
- 2023年 3回戦進出[1]

#### キングオブコント
- 2021年 準々決勝進出[37]

### 合わせみそ（吉田）
- 2018年 女芸人No.1決定戦 THE W 決勝進出
- 2020年 女芸人No.1決定戦 THE W 準決勝進出
- 2021年 女芸人No.1決定戦 THE W 準決勝進出

## 出演

### テレビ
- PON!（日本テレビ）- 2015年9月16日「お笑い数うちゃPON!」コーナー
- 前略、西東さん（中京テレビ放送）- 2015年11月7日
- ぐるナイ!おもしろ荘 若手にチャンスを頂戴今年も誰か売れてSP（日本テレビ）- 2017年1月1日
- OWARAIブラックジャック（読売テレビ）- 2017年3月27日
- 有田ジェネレーション（TBSテレビ）- 2017年3月30日、2017年4月20日
- とんねるずのみなさんのおかげでした（フジテレビ）- 「お笑イミグレーションNEXT」2017年5月18日初出演
- チェンジ3（テレビ朝日）- 2017年6月20日・6月27日
- 明石家地下王国（TBSテレビ）- 2017年7月12日
- 矢作と山崎と（フジテレビオンデマンド）- 2017年7月28日配信分、花里のみ
- にちようチャップリン（テレビ東京）- 2017年8月6日（初出演）、2017年11月12日、2018年1月21日、2018年9月16日
- バナナマンの爆笑ドラゴン（NHK総合テレビジョン）- 2017年8月10日
- ニノさん（日本テレビ）- 2017年8月13日
- 本能Z（CBCテレビ）- 2017年9月13日
- ウチのガヤがすみません!（日本テレビ）- 2018年8月7日、2018年9月4日、2018年9月11日
- 冗談騎士（BSフジ）- 2018年12月26日「冗談手帖」コーナー出演
- 中居正広の金曜日のスマイルたちへ（TBSテレビ）- 2020年12月25日「今年色々あったよ人力舎芸人総勢43名大集合SP」コーナー出演
- ネタパレ（フジテレビ）- 2021年8月13日・2023年6月23日

### ラジオ
- しゃべくり一直線（NHKラジオ第1放送）- 2016年7月28日[38]
- サンドウィッチマンの天使のつくり笑い（NHKラジオ第1放送）- 2017年1月24日初出演
- マイナビ Laughter Night（TBSラジオ）

### インターネットテレビ
- おぎやはぎの「ブス」テレビ（AbemaTV）- 吉田のみ

### 舞台・ライブ
- 鉄の処女トークライブ （吉住、ブラットピークと3組でのライブ（吉田のみ出演）。第1回開催は2017年9月24日[39]）
- 偽装結婚 （東京・新宿シアター・ミラクル、2019年2月25日 おとぎばなし、ブラットピーク、合わせみそによるスリーマンライブ）[10]
- バカ爆走!（事務所ライブ、毎月1日〜6日）
- どっきん（事務所ライブ、新宿バティオス）